# (11421) Cardano
(11421) Cardano  es un asteroide perteneciente al cinturón de asteroides, descubierto el 10 de junio de 1999 por Paul G. Comba desde el Observatorio de Prescott, en Arizona, Estados Unidos.

## Designación y nombre
Cardano se designó inicialmente como 1999 LW2.
Más adelante fue nombrado en honor al matemático, físico y astrónomo italiano  Gerolamo Cardano (1501-1576).

## Características orbitales
Cardano orbita a una distancia media del Sol de 3,1678 ua, pudiendo acercarse hasta 2,6733 ua y alejarse hasta 3,6624 ua. Tiene una excentricidad de 0,1561 y una inclinación orbital de 3,1891° grados. Emplea en completar una órbita alrededor del Sol 2059 días.

## Características físicas
Su magnitud absoluta es 12,8. Tiene 13,701 km de diámetro. Su albedo se estima en 0,078.